# Roza Güclü Hedin
Roza Güclü Hedin, född 28 november 1982 i Uppsala, är en svensk politiker (socialdemokrat) som var riksdagsledamot för Dalarnas läns valkrets 2010–2022. 
Güclü Hedin har kurdisk och turkisk bakgrund – hennes far är kurd och hennes mor turk. Hennes föräldrar var politiska flyktingar och hade flytt från Turkiet till Sverige. Hon växte upp i området Gottsunda i Uppsala, där hon bodde de första nio åren av sitt liv. Familjen flyttade sedan till Hedemora  och då hon var fjorton år till Falun.
Güclü Hedins partipolitiska engagemang inleddes när hon 2003 blev medlem i Socialdemokratiska studentförbundet. Hon valdes 2006 in i Faluns kommunfullmäktige. Hon har arbetat på socialkontoret i Falun och varit oppositionsråd på halvtid för Socialdemokraterna i Falu kommun. Hon bor i Falun och är gift.
Hon blev invald i Sveriges riksdag i valet 2010. Hon var sedan ledamot till 2022 (varav september 2018–januari 2022 samt en kort period efter valet 2022 som statsrådsersättare för Peter Hultqvist). I riksdagen var Güclü Hedin ledamot eller suppleant i bland annat försvarsutskottet, OSSE-delegationen, trafikutskottet, socialutskottet, utbildningsutskottet och utrikesutskottet.
Efter att Güclü Hedin lämnat riksdagen fick hon i oktober 2022 anställning som näringspolitisk chef på Mellansvenska Handelskammaren.